# Leslie Harvey
Leslie (Les) Harvey (Glasgow, Escócia, 13 de setembro de 1944 — Swansea, País de Gales, 3 de maio de 1972) foi o guitarrista de diversas bandas escocesas entre o final da década de 1960 e o começo de 1970, notavelmente do Stone the Crows - conhecida anteriormente como "Power". Foi nela, durante um concerto no Swansea Top Rank em 1972 que Leslie morreu, eletrocutado ao tocar no cabo do microfone sem aterramento e com as mãos molhadas.